# Sveinung Kirkelund
Sveinung Kirkelund (* 21. September 1960) ist ein ehemaliger norwegischer Skispringer.
Kirkelund sprang erstmals am 2. März 1980 im Skisprung-Weltcup und konnte beim Skifliegen in Vikersund mit Platz 15 seinen ersten Weltcup-Punkt gewinnen. Mit diesem einen Punkt stand er am Ende der Weltcup-Saison 1979/80 auf dem 99. Platz in der Weltcup-Saison. Im Jahr darauf bestritt er insgesamt drei Weltcup-Springen, darunter zwei Skiflug-Wettbewerbe in Ironwood. Sein bestes Ergebnis war dort ein 5. Platz. Am Ende der Saison 1980/81 belegte er den 35. Platz in der Gesamtwertung. Trotz dieses Erfolges war es die letzte aktive Weltcup-Saison von Kirkelund, der bereits 1981 im Alter von nur 20 Jahren seine aktive Skisprungkarriere beendete.